# Ditlieb Felderer
Ditlieb Walter Lauritz Clüver-Felderer, född 23 april 1942 i Innsbruck, Österrike, är en svensk historierevisionist.
Felderer, som själv beskrivit sig som (etnisk) jude, kom till Sverige år 1949. År 1959 började han forska angående behandlingen av Jehovas vittnen (en grupp Felderer själv tillhörde) under andra världskriget. Rörelsen hade förföljts i Tredje riket och enligt Felderer hade man i propagandamaterial påstått att 60 000 medlemmar hade mördats för sin tro. Felderer forskade för Vakna! om krigstidens historia och kom fram till ett antal döda på 203. Det är antalet avrättade Jehovas vittnen för vapenvägran.
Därefter blev Felderer skeptisk till förintelsens historia i allmänhet. År 1977 började Felderer ge ut översättningar av revisionistiska böcker. Under pseudonym bestred han äktheten av Anne Franks dagbok. Han besökte många koncentrationsläger och skrev Auschwitz exit.  Han träffade Ernst Zündel år 1979 och blev medlem på ett redaktionsråd för Institute of Historical Review. 
Felderer dömdes år 1983 till tio månaders fängelse för antisemitiska flygblad. År 1988 vittnade han i Kanada till försvar för Ernst Zündel. År 1994 åtalades Felderer igen för hets mot folkgrupp. Han hade skickat pornografiskt antisemitiskt material till hundratals privatpersoner och organisationer i Sverige och utomlands. Under hela förhandlingen teg Felderer och låg iklädd vita långkalsonger och skjorta på parketten framför rättens ledamöter. Tingsrätten dömde honom till ett års fängelse och hovrätten sänkte straffet till 10 månader. År 2005 uppmärksammades Felderers länkar med Radio Islam.

## Fotnoter
1. ↑  ”About the Author”. Institute of Historical Review. 22 mars 1979. Arkiverad från originalet den 18 juni 2007. https://web.archive.org/web/20070618170248/http://www.radioislam.org/annefrank/#AUTHOR.
2. ↑  Rense.com, Anne Frank's Diary - Some Honest Questions, besökt 2023-10-31
3. ↑  Martin Tunström, Förintelseförnekaren Ditlieb Felderer, Samhällsmagasinet Avsnitt 2015-04-19, besökt 2023-10-31
4. 1 2 3  ”Testimony of Ditlieb Felderer”. Zundelsite. 22 mars 1988. http://www.zundelsite.org/english/dsmrd/dsmrd13felderer.html.
5. ↑  ”Jehovahs Witnesses: Victims of the Nazi Era”. United States Holocaust Memorial Museum. Arkiverad från originalet den 7 juni 2007. https://web.archive.org/web/20070607093348/http://www.ushmm.org/education/resource/jehovahs/jehovahsw.php.
6. ↑  Richard Harwood (1977). Dog verkligen sex miljoner? : sanningen till sist. Täby: Bible researcher. ISBN 91-85560-50-2
7. ↑  David Cohen (1978). Anne Frank diary = a hoax?. P. 1, A documentary exposé proving "the diary of Anne Frank" to be a palpable fraud. Täby: Bible researcher. ISBN 91-85560-02-2
8. ↑  Ditlieb Felderer (22 mars 1979). ”Anne Frank's diary - a hoax”. Institute of Historical Review. Arkiverad från originalet den 18 juni 2007. https://web.archive.org/web/20070618170248/http://www.radioislam.org/annefrank/.
9. ↑  David Cohen (1979). Auschwitz exit: a field guide and an investigation into the holocaust. Vol. 1. Täby: Bible researcher. ISBN 91-85560-15-4
10. ↑  ”52-åring dömd för hets mot folkgrupp”. Dagens Nyheter. 16 december 1994.
11. ↑  ”Rättegången mot Ditlieb Felderer den 15/12 1994”. Radio Islam. Arkiverad från originalet den 27 september 2007. https://web.archive.org/web/20070927004422/http://www.abbc2.com/islam/svenska/fildok/filer/tidning/felderer.htm.
12. ↑  ”Sänkt straff för judehets”. Svenska Dagbladet. 13 maj 1995.
13. ↑  ”Skändandet och lögnpropagandan av Anne Franks minne sprids i dag vidare i Sverige av Radio Islam”. Kristdemokraten. 17 november 2005.
14. ↑  Ola Larsmo (26 juli 2005). ”Radio Islam tillåts fortsätta hetsa”. Dagens Nyheter. Arkiverad från originalet den 19 september 2007. https://web.archive.org/web/20070919015521/http://www.olalarsmo.com/ri.HTM. Läst 11 juni 2007.